# Іза (могильник)
І́за — курганний могильник кінця II — початку III ст. н.е. Розташований на околиці села Іза Хустського району Закарпатської області на надзаплавній терасі лівого берега річки Ріка.
Пам'ятка відкрита 1939 року Петром Совою, досліджувалася у 1940 році Єневом Затлукалем, у 1948 р. — Маркіяном Смішком, а у 1975 — В'ячеслав Котигорошко. Розкопано 38 курганів. Обряд поховання — тілоспалення (на місці майбутнього кургану або на стороні). Поховальний інвентар складали ліпна та гончарна кераміка, вістря списа, ключі, сердолікові намиста.